# NGC 2439
NGC 2439 је расејано звездано јато у сазвежђу Крма које се налази на NGC листи објеката дубоког неба.
Деклинација објекта је - 31° 41' 33" а ректасцензија 7h 40m 45,4s. Привидна величина (магнитуда) објекта NGC 2439 износи 6,9. NGC 2439 је још познат и под ознакама OCL 688, ESO 429-SC11.